# The Good, the Bad & the Queen
The Good, the Bad & the Queen var en brittisk supergrupp bestående av Damon Albarn (Blur, Gorillaz), Paul Simonon (The Clash), Simon Tong (The Verve) och Tony Allen (Afrobeat). Bandet släppte 2007 debutalbumet The Good, the Bad & the Queen. 2018 släpptes uppföljaren Merrie Land.

## Medlemmar
- Damon Albarn (född 23 mars 1968 i London) – sång, keyboard
- Paul Simonon (född Paul Gustave Simonon 15 december 1955 i London) – basgitarr, sång
- Simon Tong (född 9 juli 1972 i Farnworth, Lancashire) – gitarr
- Tony Allen (född Tony Oladipo Allen 12 augusti 1940 i Lagos, Nigeria) – trummor

## Diskografi
Album
- 2007 – The Good, The Bad & The Queen
- 2018 – Merrie Land

EPs
- 2007 – Green Fields
- 2007 – Live From SoHo (iTunes EP)

Singlar
- 2006 – "Herculean" / "Back In The Day" / "Mr Whippy" (Maxi-singel)
- 2007 – "Kingdom Of Doom" / "Hallsands Waltz (Sketches Of Devon)" / "The Bunting Song (Live At The Tabernacle)" (Maxi-singel)
- 2018 – "Merrie Land"
- 2018 – "Gun To The Head"